# Anopheles arboricola
Anopheles arboricola este o specie de țânțari din genul Anopheles, descrisă de Thomas J. Zavortink în anul 1970.
Este endemică în Panama. Conform Catalogue of Life specia Anopheles arboricola nu are subspecii cunoscute.